# Helga Finter
Helga Finter (* 1946 in Pforzheim) ist eine deutsche Theaterwissenschaftlerin, Literaturwissenschaftlerin und emeritierte Hochschullehrerin.

## Werdegang
Helga Finter studierte Romanistik, Literaturwissenschaft und Geschichtswissenschaft an den Universitäten Freiburg, Poitiers, Konstanz und Paris. 1976 folgte in Konstanz am Fachbereich Sprachwissenschaft die Promotion mit einer Monografie zum Thema Transformation gesellschaftlicher Erfahrungsmuster in den Texten der Europäischen Avantgarde am Beispiel des italienischen Futurismus. Beitrag zu einer Semiotik der poetischen Interessebildung. 1986 habilitierte sich Finter an der Universität Mannheim mit einer Schrift über die Theaterutopien Stéphane Mallarmés, Alfred Jarrys, Raymond Roussels und Antonin Artauds. Nachdem sie an den Universitäten Reims, Mannheim, Stuttgart und am Pariser Collège international de philosophie in Lehre und Forschung tätig gewesen war, wurde sie 1991 als Nachfolgerin von Andrzej Wirth an die Universität Gießen auf den Lehrstuhl für Theorie, Ästhetik und Geschichte des Theaters berufen. Von 1992 bis 2003 war sie dort Geschäftsführende Direktorin des Instituts für Angewandte Theaterwissenschaft. 2011 wurde Finter emeritiert. In demselben Jahr erschien anlässlich ihres 65. Geburtstages eine Festschrift. Zu ihren Forschungsschwerpunkten gehören das Verhältnis von Stimme und Technologie, die Repräsentation seit dem Theater der Renaissance, Dante und das Theater des Buches.

## Veröffentlichungen (Auswahl)
- Semiotik des Avantgardetextes. Gesellschaftliche und poetische Erfahrung im italienischen Futurismus. Metzler, Stuttgart 1979, ISBN 978-3-476-00432-1 (zulg. Diss. Univ. Konstanz 1976).
- Der subjektive Raum. Die Theaterutopien Stéphane Mallarmés, Alfred Jarrys und Raymond Roussels. Sprachräume des Imaginären. Narr, Tübingen 1990, ISBN 978-3-8233-4100-0 (zugl. Bd. 1, Habil. Univ. Mannheim 1986).
- Der subjektive Raum. „… der Ort, wo das Denken seinen Körper finden“ soll. Antonin Artaud und die Utopie des Theaters. Narr, Tübingen 1990, ISBN 978-3-8233-4101-7 (zugl. Bd. 2, Habil. Univ. Mannheim 1986).
- mit Georg Maag als Hrsg.: Bataille lesen. Die Schrift und das Unmögliche. Fink, München 1992, ISBN 978-3-7705-2821-9.
- als Hrsg.: Das Reale und die (neuen) Bilder. Denken oder Terror der Bilder. Lang, Frankfurt a. M. u. a. 2008, ISBN 978-3-631-57782-0.
- als Hrsg.: Medien der Auferstehung. Lang, Frankfurt a. M. u. a. 2012, ISBN 978-3-653-02118-9.
- Die soufflierte Stimme. Text, Theater, Medien. Aufsätze 1979–2012. Lang, Frankfurt a. M. u. a. 2014, ISBN 978-3-653-03748-7.
- Le corps de l’audible. Écrits français sur la voix 1979–2012. Lang, Frankfurt a. M. u. a. 2014, ISBN 978-3-653-03749-4.
- mit Alix de Morant, Eva Holling, Didier Plassard, Bernhard Siebert und Gerald Siegmund als Hrsg.: Narrativity and intermediality in contemporary theatre / Narrativité et intermédialité sur la scène contemporaine. Lang, Berlin u. a. 2021, ISBN 978-3-0343-3964-3.